# Matisa

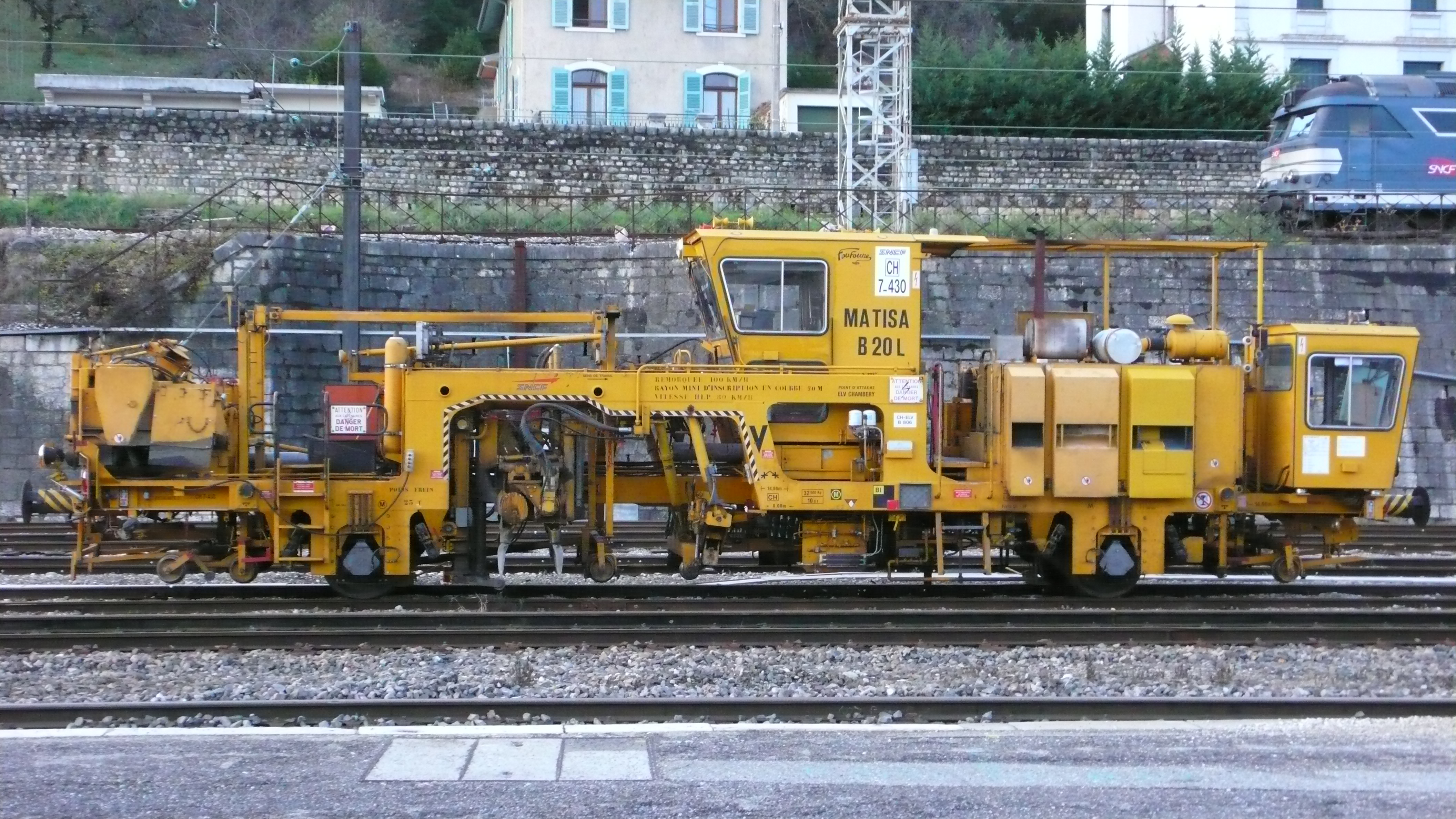
En spårriktare i Frankrike.

Matisa (Matériel Industriel S.A.) är ett schweiziskt verkstadsföretag grundat 1945, med säte i Crissier, nära Lausanne.
Matisa tillverkar maskiner för byggnad och underhåll av järnvägsspår och är världsledande inom denna bransch. Bland annat utvecklade företaget i början av 1960-talet den första spårriktaren, d.v.s. bax- och lyftkorrigering i samma maskin som stoppningsaggregat.
Idag tillverkar Matisa maskiner för spårriktning, ballastreglering, ballastrening, spårbyte och spårlägesmätning.